# Nunuța Hodoș
Ana Hodoș, cunoscută mai ales sub numele de scenă Nunuța Hodoș, (n. 1899, Blaj, Austro-Ungaria – d. decembrie 1983, București, România) a fost o actriță română de teatru și film. A fost căsătorită cu actorul Constantin Toneanu și a avut o fiică, Rodica (1920 - 1968), actriță.

## Biografie
A avut un frate pe nume Joseph Hodoș. A făcut parte din trupa Teatrului Național din Cluj, debutând în 1921 și impunându-se la începutul carierei ca „o actriță a travestiului, interpretînd cu sensibilitate multe roluri de copii și adolescenți” . Între 1953 - 1966 a făcut parte din trupa Teatrului Dramatic din Brașov.
A interpretat roluri în piesele Vinovați fără vină și Fata fără zestre de Aleksandr Nicolaievici Ostrovski, Domnișoara Nastasia de G.M. Zamfirescu, Anii negri de Nicolae Moraru și Aurel Baranga, Mutter Courage de Berthold Brecht, Copacii mor în picioare de Alejandro Casona, unul din rolurile ei cele mai importante fiind cel al Adelei din Citadela sfărâmată de Horia Lovinescu.
A decedat în decembrie 1983 și a fost înmormântată la 6 decembrie 1983 în Cimitirul Bellu.

## Distincții
- titlul de Artist Emerit al Republicii Populare Romîne (18 august 1964) „pentru merite deosebite în activitatea desfășurată în domeniul teatrului, muzicii, artelor plastice și cinematografiei”[6]
- Ordinul Meritul Cultural clasa a III-a (6 noiembrie 1967) „pentru merite deosebite în domeniul artei dramatice”[7]

## Teatru
- Mica Ciocolatieră, piesă în patru acte de Paul Gavault[8]

Data premierei : 6 octombrie 1925 (Teatrul Național Cluj)
Nunuța Hodoș
- Morcovel, piesă într-un act după Jules Renard[9]

Data premierei : 8 martie 1927 (Teatrul Național Cluj)
Nunuța Hodoș (Morcovel)
- Ciufulici, piesă pentru copii de Gheorghe Silviu[10]

Data premierei : 1927 (Teatrul Național Cluj)
Nunuța Hodoș
- Viața din citadelă de August Jacobson[11]

Data premierei: 7 decembrie 1948 (Teatrul Național Cluj)
Regia: Ion Dinescu
Nunuța Hodoș (Emilia)
- O zi de odihnă de Valentin Kataev[12]

Data premierei: 4 ianuarie 1949 (Teatrul Național Cluj)
Regia: Ion Dinescu
Nunuța Hodoș (Dudkina)
- Minerii de Mihail Davidoglu[13]

Data premierei: 30 aprilie 1949 (Teatrul Național Cluj)
Regia: Marietta Sadova
Nunuța Hodoș (Bătrîna)
- Sacul cu surprize de Mark Twain[14]

Data premierei: 26 ianuarie 1950 (Teatrul Național Cluj)
Regia: Marin Radu
Nunuța Hodoș (Doamna Pinkerton)
- Iarba rea de Aurel Baranga[15]

Data premierei: 28 martie 1950 (Teatrul Național Cluj)
Regia: Ion Dinescu
Nunuța Hodoș (Aneta)
- Cenușăreasa de Miron Radu Paraschivescu[16]

Data premierei: 18 aprilie 1950 (Teatrul Național Cluj)
Regia: Ion Dinescu, Miron Radu Paraschivescu
Nunuța Hodoș (Stăpâna)
- Mutter Courage de Berthold Brecht[17]

Data premierei : 2 martie 1960 (Teatrul de Stat din Orașul Stalin)
Regia : Ion Simionescu.
Nunuța Hodoș (Ana Fierling)

## Filmografie[18]
- O dragoste lungă de-o seară (1963), regia: Horea Popescu, scenariul Alecu Ivan Ghilia
- Cartierul veseliei (1965)
- Amintiri din copilărie (1965) - Irinuca[18]
- Golgota (1966) - bătrâna[18]
- Răscoala (1966) - baba Ioana[18]
- Zile de vară (1967), regia: Ion Niță[19]
- Baltagul (1969) - baba Maranda[18]
- Goya - oder Der arge Weg der Erkenntnis (1971), regia: Konrad Wolf - Eufemia[18]
- Conspirația (1973) - prințesa Mavromihali[18]
- Ștefan cel Mare - Vaslui 1475 (1975) - cneaghina Safta
- Filip cel bun (1975) - bătrâna[18]